# Maróc
Maróc is een plaats (község) en gemeente in het Hongaarse comitaat Zala. Maróc telt 119 inwoners (2001).